# Arturo Gerrit João Hermanus Maria Horsthuis

Dom Arthur Horsthuis (Diepenveen (Holanda), 17 de Junho de 1912— Boxtel, 11 de abril de 1979), foi religioso Assuncionista e nomeado o primeiro Bispo da Diocese de Jales.

## Biografia
Seu nome civil era Ferrit Jan Hermanuz Maria Horsthuis, como filho primogênito de uma família de doze irmãos, resultantes do casamento de Hermanus Johannes Josephus Horsthuis com Hendrika Satink. 
Fez os estudos primários em Rotterdam e Breda para onde sucessivamente mudou-se a sua família.
Cursou o Seminário Menor da Congregação dos Padres Agostinianos da Assunção, em Boxtel, de 1924 a 1931. Tomou o hábito religiosos de assuncionista e fez o noviciado, professando em 1932 com o nome de ARTUR HORSTHUIS.
Continuou sua formação filosófica em Saint Gerard (Bélgica: 1932 a 1934), complementando-a em Lovaina, onde também cursou a Teologia até Julho de 1939. Foi ordenado presbítero em Lovaina no ida 26 de Fevereiro de 1939.

## Missão no Brasil
Destinado à missão dos Padres Assuncionistas no Brasil chegou ao Rio de Janeiro, com seis outros colegas de Congregação, no dia 24 de Junho de 1946.
Seus primeiros trabalho no Brasil foram no Seminário Menor Diocesano de São José do Rio Preto (SP), colaborando também como coadjutor da Catedral e como capelão da Vila Maceno. A seguir em 1947, trabalhou como Vigário substituto na Paróquia de Votuporanga, dando assistência também a outras cidade vizinhas, principalmente Fernandópolis, Jales e Cardoso.
De Janeiro de 1948 até 1953 foi vigário em Além-Paraíba e em Porto-Novo, no Estado de Minas Gerais.
Nomeado Vigário da Paróquia de Fernandópolis (SP), trabalhou intensamente nesta cidade e região, de março de 1953 a Dezembro de 1958. Impulsionou a construção da belíssima igreja-matriz e organizou a pastoral tanto na cidade como das numerosas capelas rurais.
Em Dezembro de 1958 foi nomeado Vice-Providencial doa Assuncionista do Brasil, transferindo-se para São Paulo (Tatuapé). Iniciou também a construção do Seminário Assuncionista de Pinhal (SP).

## Diocese de Jales
Nomeado primeiro bispo diocesano de Jales a 02 de Fevereiro de 1960, pelo Papa João XXIII, foi ordenado em São Paulo, na Capela do Colégio da Assunção, no dia 29 de Junho de 1960. Foram ordenantes, Dom Armando Lombardi (Núncio Apostólico), Dom Lafayette Libânio (Rio Preto) e Dom Paulo Rolim Loureiro (Auxiliar de S. Paulo). A instalação da nova Diocese de Jales e a posse do novo Bispo ocorreram a 15 de Agosto de 1960.
À frente daquela circunscrição diocesana, auxiliado por uma numerosa equipe de Padres Assuncionistas, de Irmãzinha da Assunção, de Irmãs Catequistas, o novo Bispo foi realmente um missionário em vista a todos os recantos de seu território, animando e estimulando a pastoral. Entre outras numerosas iniciativas dedicou-se à organização da Rádio Assunção de Jales, à construção da Escola Vocacional de Jales, à montagem da Cúria Diocesana e à estruturação do patrimônio de da administração./
A 7 de Novembro de 1968, por motivos de saúde, renunciou à Diocese de Jales, ficando como Vigário-administrativo até a posse de seu sucessor Dom Luis Eugênio Perez.

## Vida posterior
Depois de um ano de tratamento na Holanda retornou ao Brasil, colaborando na Arquidiocese de São Paulo, como Assistente Eclesiástico dos Dirigentes Cristãos de Empresa e como cooperador na Paróquia de São Judas Tadeu (Tatuapé). Em 1972, durante o primeiro semestre foi Vigário substituto na Paróquia de Águas da Prata (Diocese de São João da Boa Vista).
Desde 15 de Agosto de 1972 fixou residência em Ribeirão Preto, tendo sido nomeado Vigário Episcopal da Arquidiocese. Além de colaborar nos trabalhos da Cúria Metropolitana e na administração do Sacramento do Crisma, deu assistência às Paróquias de Cássia dos Coqueiros (onde construiu a nova capa paroquial), de Luís Antonio e de São Sebastião de Batatais.
Durante a semana auxiliava em várias comunidades de Ribeirão Preto, especialmente no Colégio “Vitta et Pax” e na Vila de Fraternidade.

## Morte
Esteve em Ribeirão Preto até o mês de Setembro de 1978, ocasião em que viajou para sua terra natal, para férias e tratamento, como intenção de retornar ao Brasil. Seu estado de saúde agravou-se, vindo a falecer no dia 11 de Abril de 1979, em virtude de distúrbio circulatório, no hospital de Boxtel. Foi sepultado no Cemitério particular da Congregação dos Padres Agostinianos Assuncionistas, no dia 16 de Abril, junto ao Provincialato de Boxtel (Holanda).
https://diocesedejales.org.br/1o-bispo-diocesano-de-jales-dom-artur-horsthuis